# Dinemellia dinemelli
Dinemellia dinemelli là một loài chim trong họ Ploceidae.

## Phân loài
- D. d. dinemelli (E. Rüppell, 1845), Bắc bộ của Sudan, Ethiopia, Somalia, Uganda, Kenya.
- D. d. boehmi (A. Reichenow, 1885), Nam bộ Kenya và Tanzania.

## Hình ảnh

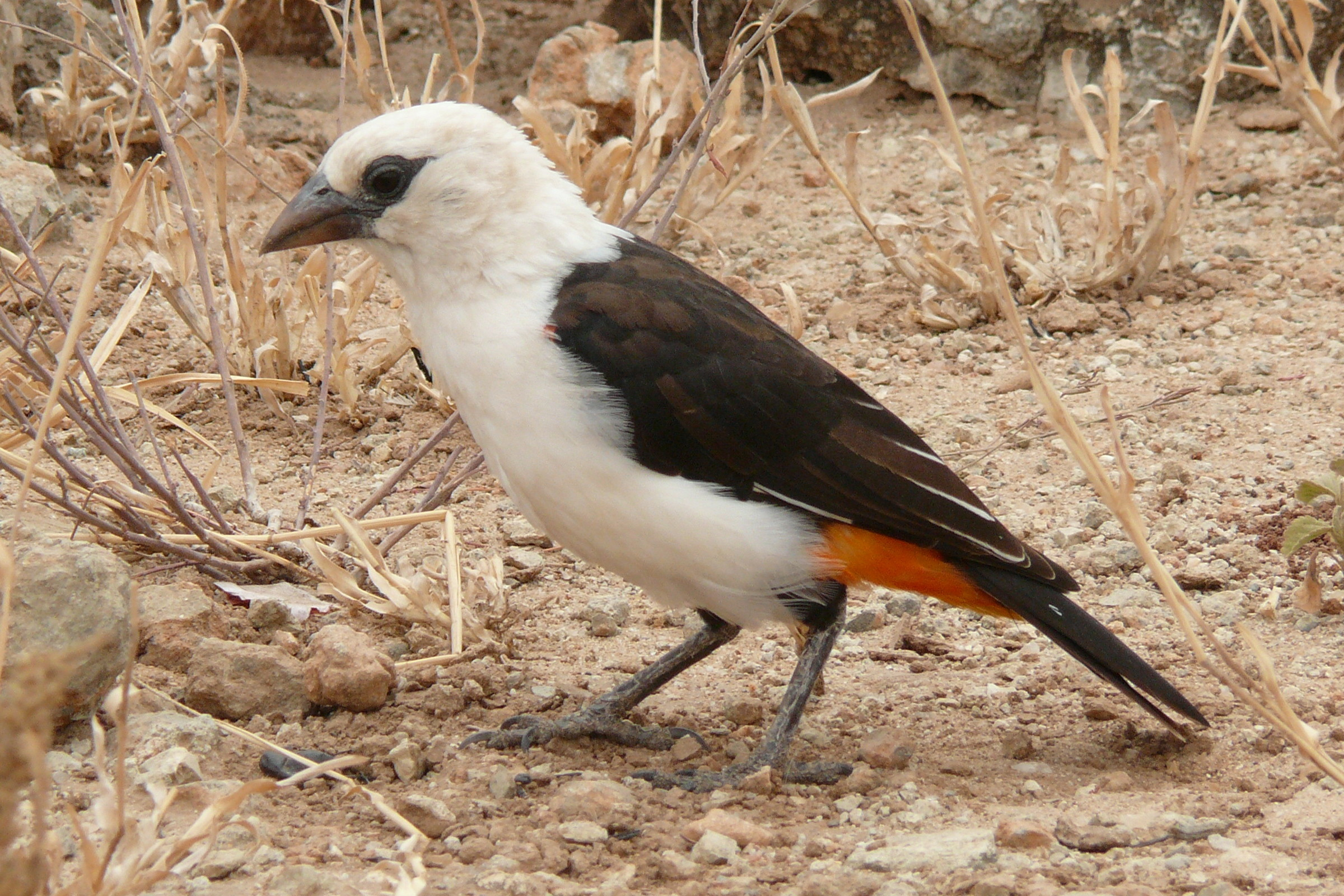
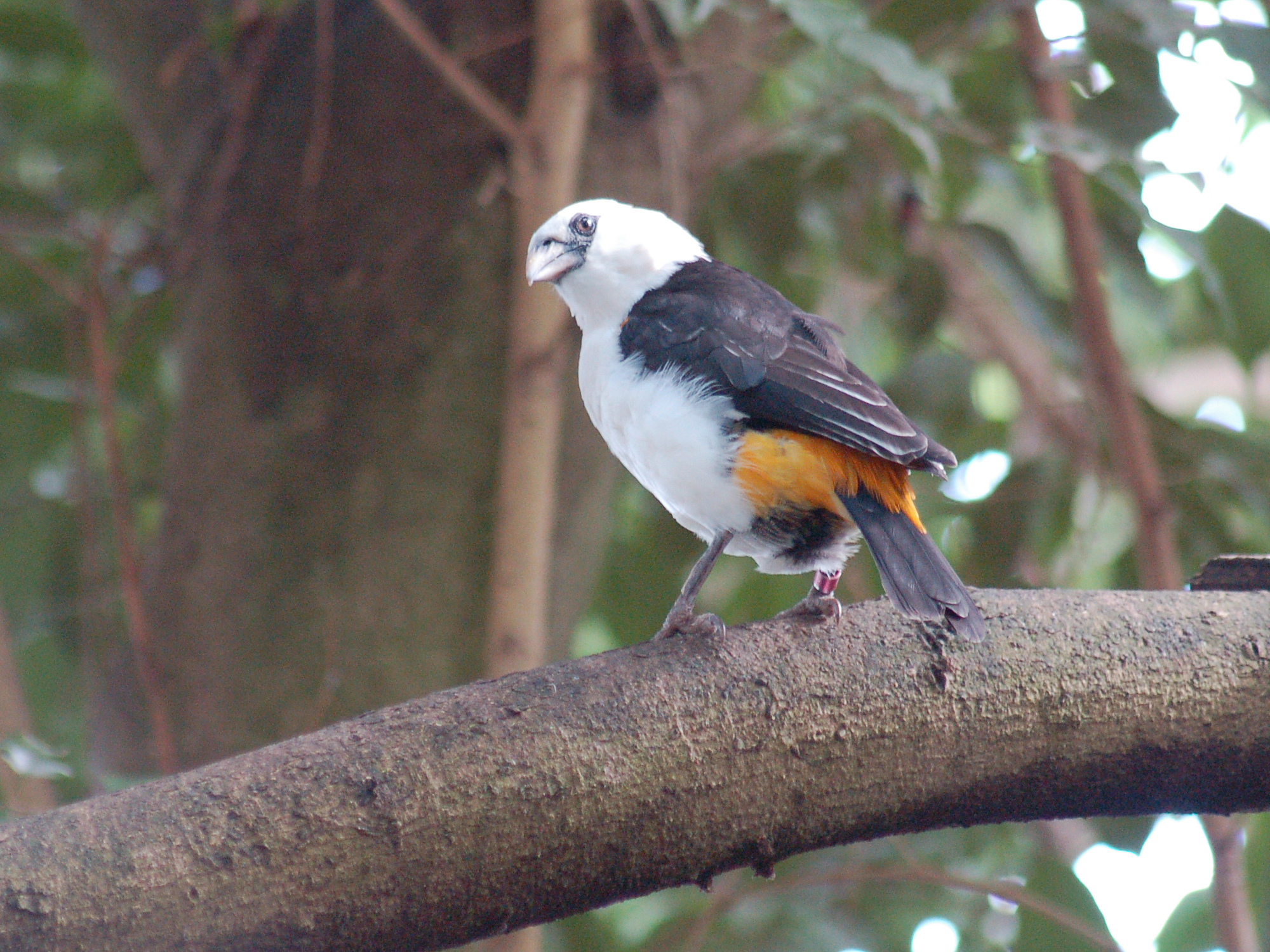
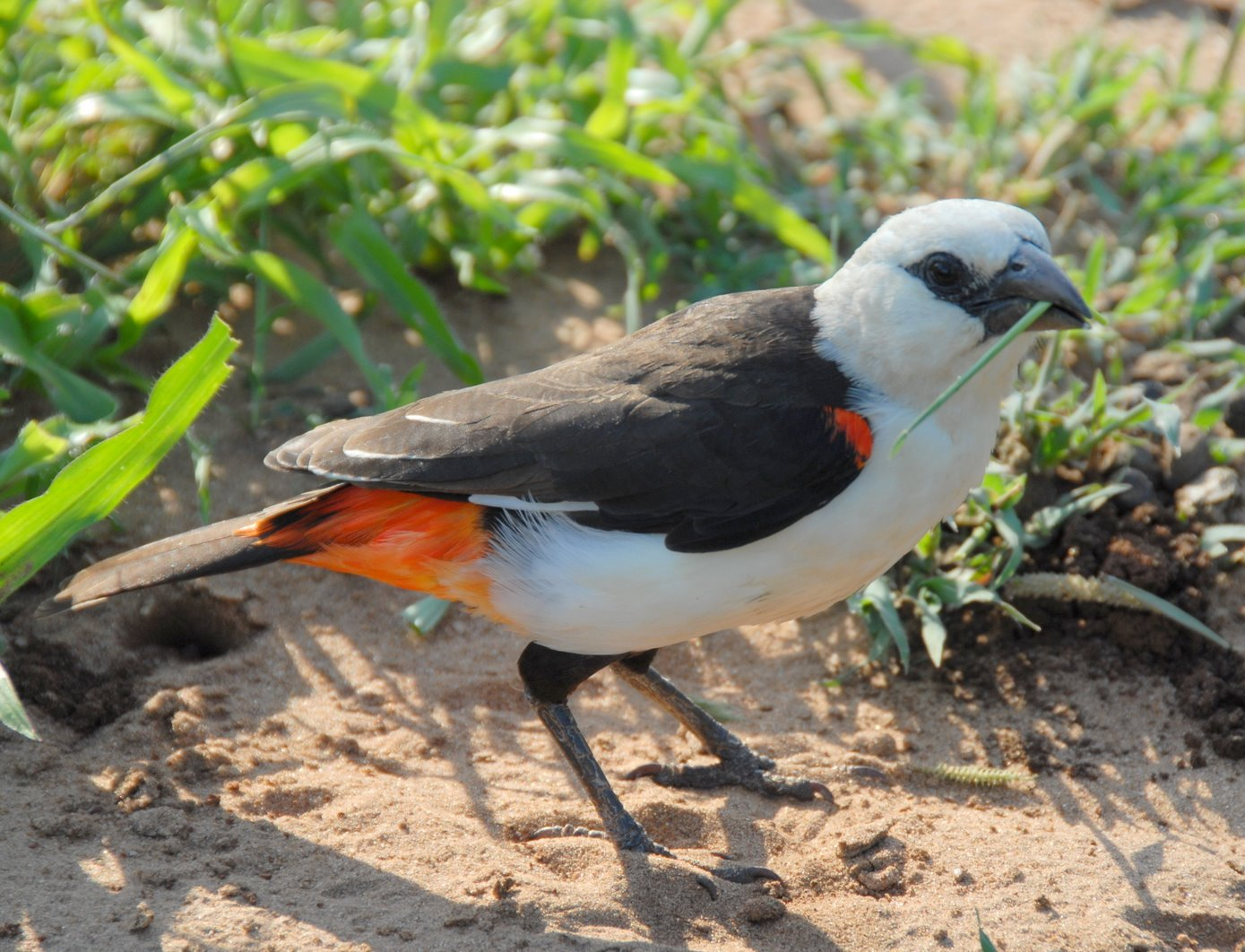
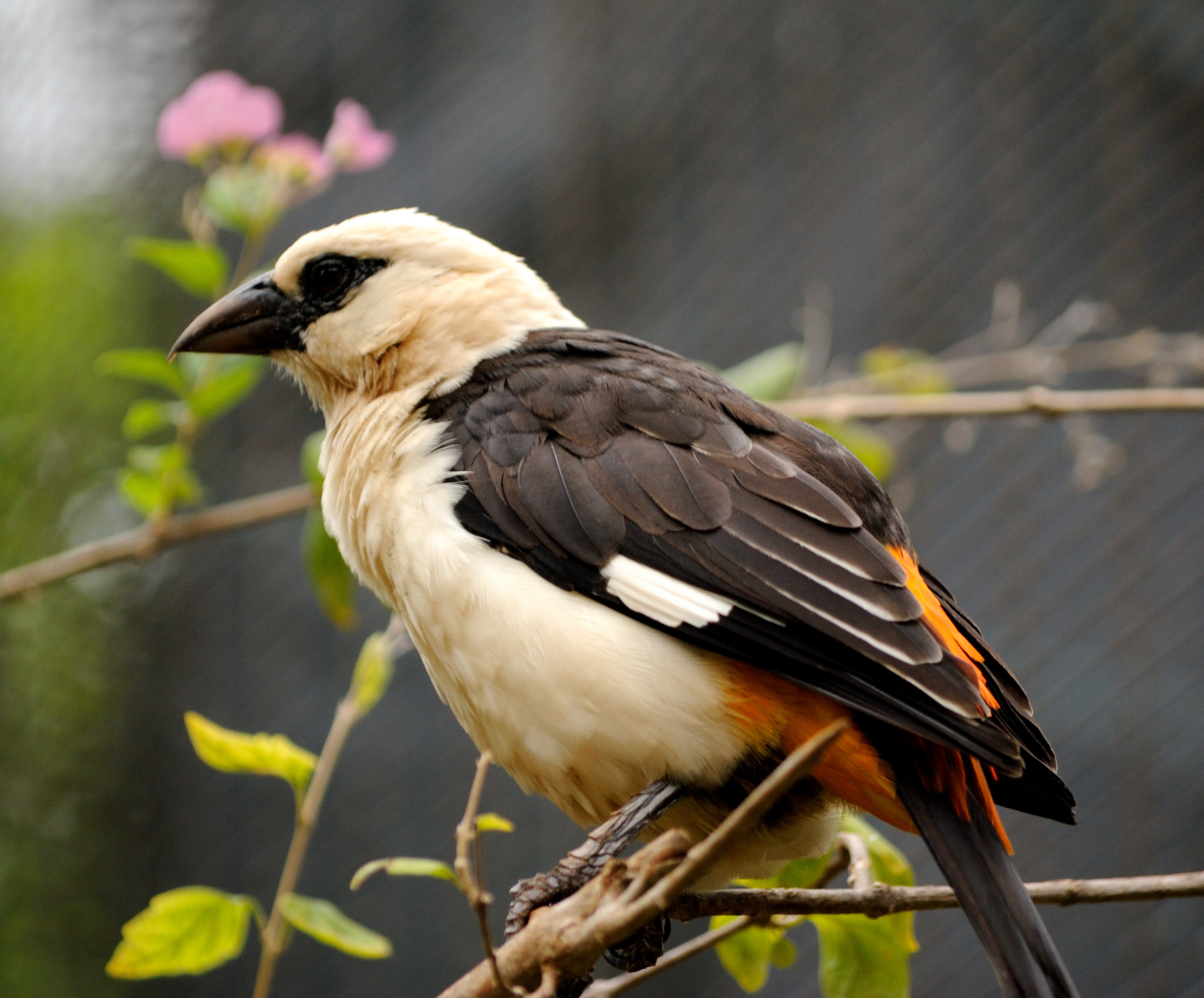